# Muhlenbergs bäcksköldpadda
Muhlenbergs bäcksköldpadda (Glyptemys muhlenbergii) är en sköldpaddsart som beskrevs av Johann David Schoepff 1801. Den är uppkallad efter Henry Ernst Muhlenberg. Arten ingår i släktet Glyptemys och familjen kärrsköldpaddor. IUCN kategoriserar Muhlenbergs bäcksköldpadda globalt som akut hotad. Inga underarter finns listade i Catalogue of Life.

## Utbredning
Muhlenbergs bäcksköldpadda lever i östra USA. Arten är spridd över två huvudsakliga områden. Det norra består av västra Massachusetts, Connecticut, nordvästra och nordöstra New York, nordvästra och nordöstra Pennsylvania, New Jersey, norra Delaware och Maryland. Det södra området består av södra Virginia, västra North Carolina, norra South Carolina, norra Georgia och östra Tennessee.

## Levnadssätt
Muhlenbergs bäcksköldpadda lever nästan enbart i kärr och träskmark avskilt från större vattenmassor. Typiska livsmiljöer inkluderar starrängar i anslutning till bäckar, mossar med vattentillförsel från källor, öppna buskiga träsk och närliggande små bäckar. Sköldpaddan undviker generellt mycket sura kärr som har ett pH-värde under 5.5.
Arten är en allätare som livnär sig på insekter och många andra ryggradslösa djur samt även mindre ryggradsdjur likaväl som växter, exempelvis frön, nötter, frukt och ibland andra delar av örter, gräs och buskar.

## Bildgalleri

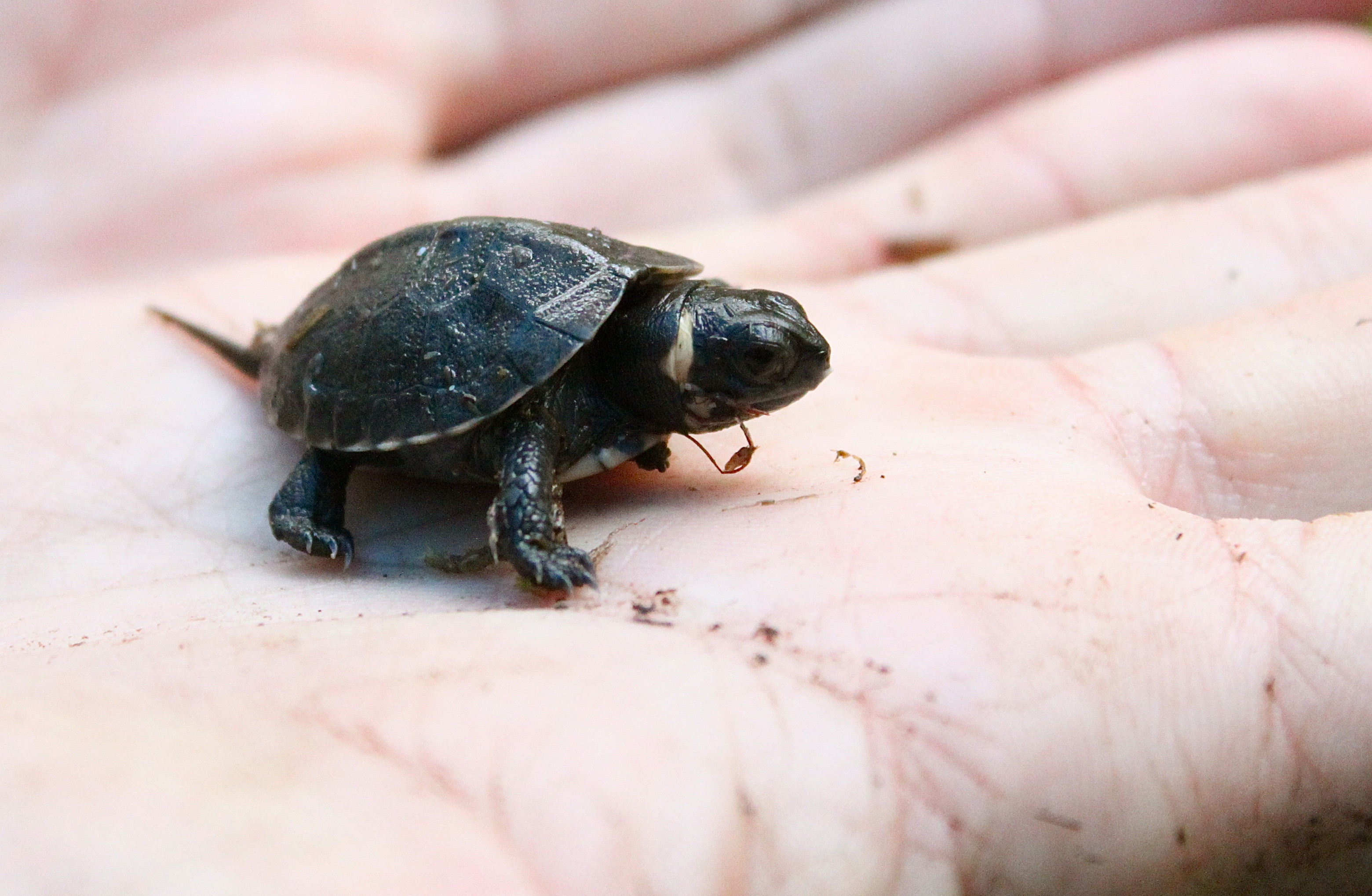
Ungdjur
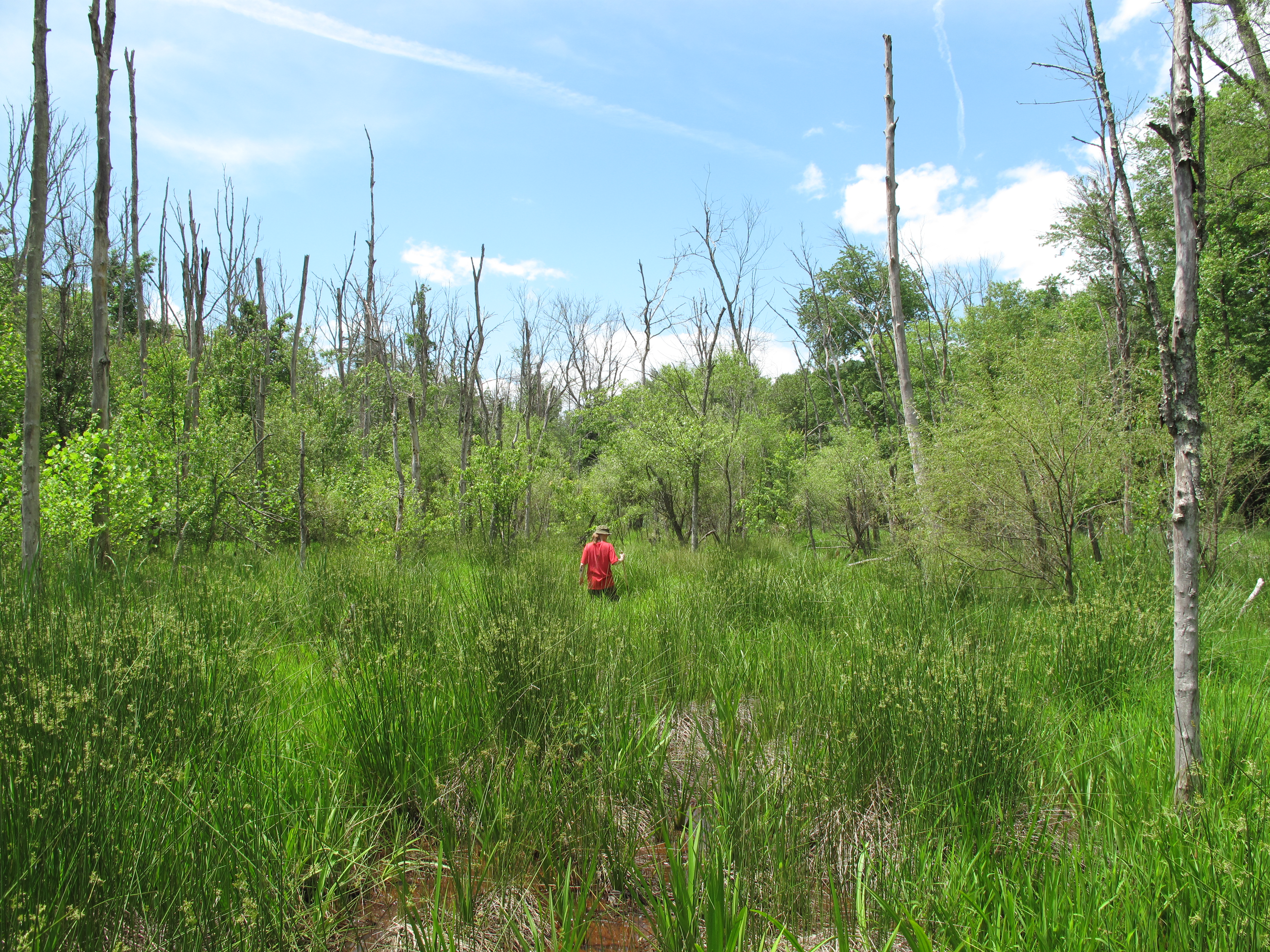
Typisk livsmiljö från det södra området